# Tekken × Street Fighter
Tekken X Street Fighter foi um projeto de um jogo de luta crossover que estava sendo desenvolvido pela Bandai Namco Entertainment. Ele cruza os universos de Tekken e Street Fighter em um jogo, criando um conjunto de ambas as franquias. O jogo foi anunciado em 2010 na San Diego Comic-Con Internacional pelo produtor da Namco, Katsuhiro Harada. A jogabilidade de Tekken X Street Fighter apresentaria o mesmo motor de jogo de luta 3D da franquia Tekken, ao contrário de Street Fighter X Tekken, que apresenta a jogabilidade estilo 2D de Street Fighter IV. Esse crossover foi cancelado.

## Personagens confirmados
| Jin Kazama    | Ryu         |                       |                  |
| Nina Williams | Ken Masters | Personagens de Tekken | Heihachi Mishima |
| —             | Chun-Li     |                       |                  |

## Bastante prováveis
Katsuhiro Harada está confiante dos seguintes personagens em Tekken X Street Fighter.
| Personagem de Tekken | Personagem de Street Fighter |
| -------------------- | ---------------------------- |
| Devil                | Cammy White                  |
| Heihachi Mishima     | Ken[carece de fontes?]       |
| Jun Kazama           | Guile                        |
| Lili Rochefort       | Ingrid                       |
| Lars Alexandersson   | Q                            |

## Desenvolvimento
O jogo foi anunciado em 24 de julho de 2010, na San Diego Comic-Con 2010, juntamente com a Capcom produtora de Street Fighter X Tekken. O jogo está previsto para ser lançado para o Xbox 360, Arcade e PlayStation 3. Ryu e Jin Kazama aparecem no cartaz promocional do jogo (obscurecida pelos seus alter-egos Evil Ryu e Devil Jin, respectivamente). Katsuhiro Harada revelou alguns conceitos na Gamescom 2010 como um modelo de protótipo de Ryu, com o kimono de Paul Phoenix de Tekken. Ele disse que a equipe ainda tem que finalizar o modelo, os detalhes e a iluminação ainda não foram concluídos. Em 4 de março de 2012, a Namco lançou uma enquete na página de Tekken no Facebook pedindo aos fãs para votar em quem eles gostariam de ver em Tekken X Street Fighter. Havia 55 personagens de Tekken e 66 personagens de Street Fighter para escolher, e os fãs puderam escolher cinco dos seus favoritos de cada série. Em 7 de março de 2012, Harada, produtor de Tekken esclareceu que a pesquisa não será decidir a lista final, mas em vez disso, será usado em conjunto com vários métodos de pesquisa para determinar a linha de personagens.
Em 25 de abril de 2016, Katsuhiro Harada, produtor da série Tekken, disse que o game "está em pausa por enquanto." Ele não especificou por quanto tempo o jogo deve permanecer "congelado". Como fatores influenciadores da decisão, Harada citou o lançamento recente de Street Fighter V, assim como o futuro lançamento de Tekken 7. Ele reiterou isso durante uma transmissão ao vivo na festa de fim de ano de 2018, ao mesmo tempo em que revelou que o jogo estava cerca de 30% completo, sem oferecer uma previsão de quando o jogo sai ou, pelo menos, quando a continuação de sua produção será retomada, Harada ainda disse que, dependendo da demanda vinda dos fãs, pode até ser que o título venha a ganhar uma versão para Nintendo Switch (atualmente, apenas versões para PlayStation 4 e Xbox One foram anunciadas).